# Nikon al Moscovei
Nikon (n. 7/17 mai 1605, Veldemanovo⁠(d), Țaratul Rusiei – d. 17/27 august 1681, Iaroslavl, Țaratul Rusiei) a fost un patriarh al Bisericii Ortodoxe Ruse. Reformele sale au produs schisma rascolnicilor.

## Principalele modificări introduse de patriarhul Nikon
Tendința lui Nikon a fost aceea de a armoniza practicile rusești cu cele grecești. În acest sens a interzis construcția bisericilor cu turnuri ascuțite, ordonând chiar demolarea unor astfel de biserici sau înlocuirea turnurilor ascuțite cu cupole, după model bizantin.
|                                                | Practica veche | Practica nouă |
| ---------------------------------------------- | --- | --- |
| Scrierea numelui Isus                          | Ісусъ [Isus] | Іисусъ [Iisus] |
| Crezul                                         | рожденна, а не сотворенна (născut, dar nu făcut); И в Духа Свѧтаго, Господа истиннаго и Животворѧщаго (Și în Duhul Sfânt, Adevăratul Domn și Făcător de Viață) | рожденна, не сотворенна (născut nu făcut); И в Духа Свѧтаго, Господа Животворѧщаго (Și în Duhul Sfânt, Domnul, de Viață Făcătorul) |
| Semnul crucii                                  | Două degete, arătătorul ținut drept, mijlociul ușor îndoit | Două degete împreunate cu degetul mare                                                                                             |
| Numărul de prescuri din liturghie și litie     | Șapte prescuri | Cinci prescuri |
| Direcția de înaintare ceremonială (procesiune) | În sens orar | În sens antiorar |
| Aleluia                                        | Аллилуїa, аллилуїa, слава Тебѣ, Боже (aleluia, aleluia, Slavă Ție, Doamne)                                                                                     | Аллилуїa, аллилуїa, аллилуїa, слава Тебѣ, Боже (aleluia, aleluia, aleluia, Slavă Ție, Doamne)                                      |